# Divertículo epifrénico
Un divertículo es un apéndice hueco en forma de bolsa que constituye una herniación de una cavidad o tubo. Los divertículos pueden ser: 
- Verdaderos: constituidos por todas las capas de la cavidad o tubo a partir del cual se forman.
- Falsos o pseudodivertículos: no formados por la totalidad de las capas de la pared de la cavidad o tubo a partir del cual se forman.

## Fisiopatología
Los divertículos epifrénicos se originan por pulsión y pueden estar asociados a alteraciones motoras del esfínter esofágico inferior. Suelen aparecer sobre el lado derecho del esófago, a unos 10 cm de la unión esófago-gástrica. Estos divertículos pueden presentar sintomatología o constituir un hallazgo casual. 

## Manifestaciones clínicas
- Disfagia
- Regurgitación
- Aspiraciones
- Otras

## Diagnóstico
El diagnóstico de esta patología se realiza mediante un esofagograma (también denominado tránsito esófago-gastro-digestivo o TEGD). Además, es necesario realizar una manometría esofágica para valorar el estado del esfínter esofágico inferior. 

## Tratamiento
Sólo aquellos divertículos que debuten con sintomatología serán tratados. El tratamiento de los mismos es quirúrgico; diverticulectomía (que se puede realizar por toracotomía derecha laparoscopia abdominal) más tratamiento de la enfermedad de base.